# Electragapetus tsudai
Electragapetus tsudai är en nattsländeart som beskrevs av Ross 1951. Electragapetus tsudai ingår i släktet Electragapetus och familjen stenhusnattsländor. Inga underarter finns listade i Catalogue of Life.